# Мирзоян, Ашот Оганесович
Ашот Оганесович Мирзоян (25 октября 1913, Тебриз — 17 января 1986, Ереван) — советский сценограф, художник и педагог.

## Биография
Родился 25 октября 1913 года в Тебризе (Иран). В 1938 году окончил ЛАХ.
В 1938—1945 годах был главным художником Ереванского ТЮЗа. Одновременно занимался педагогической работой. С 1947 года работал главным художником АРМАТОБ имени А. А. Спендиарова. Член СХ СССР.
В 1963—1978 годах преподавал в ЕрХТИ, профессор (1977).
Работы хранятся в БГХМ и других музеях РФ.
Умер в 1986 году

## Творчество
Ереванский театр юных зрителей
- «Коппелия» Л. Делиба
- «Разбойники» Ф. Шиллера
- «Недоросль» Д. И. Фонвизина
- «Сон в летнюю ночь» Шекспира

Театр оперы и балета имени А. А. Спендиарова
- «Мазепа» П. И. Чайковского
- «Героиня» А. Л. Степаняна
- «Арцваберд» А. А. Бабаева
- «Отелло» Дж. Верди
- «Спартак» А. И. Хачатуряна
- «Хандут» А. А. Спендиарова
- «Лебединое озеро» П. И. Чайковского
- «Жизель» А. Адана

## Признание
- Сталинская премия третьей степени (1951) — за оформление оперного спектакля «Героиня» А. Л. Степаняна на сцене АрмГАТОБ имени А. А. Спендиарова
- заслуженный деятель искусств Армянской ССР (1956)
- заслуженный художник Армянской ССР (1984)